# Saimaan Höyrylaiva Oy
Saimaan Höyrylaiva Oy var ett finländskt rederi för insjötrafik, grundat 1903 i Nyslott. 
Nyslotts stad övertog 1966 bolagets flotta, som följande år kom i det nybildade bolaget Saimaan Laivamatkat Oy:s ägo. En konkurs 1982 ledde till Finlands genom tiderna största ångbåtsauktion som splittrade bolagets flotta på olika köpare. Saimaan Höyrylaiva Oy var det största på Saimen med nio ång- och ett motorfartyg i trafik 1977. Bolaget hade under årens lopp linjetrafik från bashamnen Nyslott till Joensuu, Kuopio och Villmanstrand. Dessutom gjordes kryssningar på Saimen.